# Frank Klawonn
Frank Klawonn (Schwedt, RDA, 22 de marzo de 1966) es un deportista de la RDA que compitió en remo.
Participó en los Juegos Olímpicos de Seúl 1988, obteniendo una medalla de oro en la prueba de cuatro con timonel. Ganó dos medallas de oro en el Campeonato Mundial de Remo, en los años 1986 y 1987.

## Palmarés internacional
| Juegos Olímpicos   | Juegos Olímpicos         | Juegos Olímpicos | Juegos Olímpicos   |
| Año                | Lugar                    | Medalla          | Prueba             |
| ------------------ | ------------------------ | ---------------- | ------------------ |
| 1988               | Seúl (Corea del Sur)     | Medalla de oro   | Cuatro con timonel |
| Campeonato Mundial |                          |                  |                    |
| Año                | Lugar                    | Medalla          | Prueba             |
| 1986               | Nottingham (Reino Unido) | Medalla de oro   | Cuatro con timonel |
| 1987               | Copenhague (Dinamarca)   | Medalla de oro   | Cuatro con timonel |